# Foo Fighters
Foo Fighters fou una banda d'origen estatunidenc creada l'any 1995 per Dave Grohl, ex-bateria de Nirvana. La banda ha aconseguit diversos reconeixements i han guanyat 15 premis Grammy, inclòs el de Millor Àlbum de Rock cinc vegades, cosa que els converteix en un dels grups de rock més reeixits de la història dels Grammy. El 2021, la banda va ser anunciada com a guanyadora del primer premi "Global Icon" als MTV Video Music Awards 2021 . Van ser inclosos al Saló de la Fama del Rock and Roll el 2021, el seu primer any d'elegibilitat.

## Història
Foo Fighters és un grup de rock nord-americà format el 1994 a Seattle, Washington. El 1990, Dave Grohl es va unir a la banda de grunge, Nirvana com a bateria. Durant les gires, portava una guitarra i escrivia cançons, però estava massa intimidat per compartir-les amb la banda. Estava "impressionat" per les cançons escrites per Kurt Cobain, el líder de Nirvana. Grohl ocasionalment reservava temps d'estudi per gravar demos i versions, i va publicar un àlbum de demos, Pocketwatch, sota el pseudònim Late! el 1992.
Nirvana es va dissoldre després de la mort de Kurt Cobain l'abril de 1994. Grohl va rebre ofertes per treballar amb diversos artistes. Els rumors de premsa indicaven que podria unir-se a Pearl Jam, i gairebé va acceptar un lloc com a bateria a Tom Petty and the Heartbreakers . Grohl va dir més tard: "Se suposava que m'havia d'unir a una altra banda i ser bateria la resta de la meva vida. Vaig pensar que preferiria fer el que ningú esperava que fes". En canvi, va entrar als estudis Robert Lang l'octubre de 1994 per gravar 15 de les seves pròpies cançons. Amb l'excepció d'una part de guitarra a "X-Static", interpretada per Greg Dulli dels Afghan Whigs, Grohl va tocar tots els instruments i va cantar totes les veus. Va completar el material d'un àlbum en cinc dies i va repartir còpies en casset de les sessions als seus amics perquè els donessin la seva opinió.
Grohl esperava romandre en l'anonimat i publicar les gravacions en una tirada limitada sota el nom de Foo Fighters, pres de foo fighter, un terme de la Segona Guerra Mundial per a objectes voladors no identificats. Esperava que el nom fes que els oients assumissin que la música havia estat composta per diverses persones. Més tard va dir: "Si realment hagués considerat això com una carrera professional, probablement l'hauria anomenat d'una altra manera, perquè és el nom de banda més estúpid del món". La maqueta va circular per la indústria, creant interès entre les discogràfiques.

### Formació i àlbum de debut (1994–1995)
Grohl va formar una banda per promocionar l'àlbum. Va parlar amb el baixista de Nirvana, Krist Novoselic, sobre unir-se al grup, però ell va decidir no ho fer. Grohl va dir que hauria estat "molt natural" que treballessin junts, però que hauria estat "estrany" per als altres i hauria posat més pressió sobre Grohl.
Abans del llançament de l'àlbum homònim de debut dels Foo Fighters el 1995 amb Dave Grohl com l'únic membre oficial, aquest va reclutar al baixista Nate Mendel i al bateria William Goldsmith, tots dos membres anteriors del grup Sunny Day Real Estate, així com al guitarrista de gira de Nirvana, Pat Smear.
Els Foo Fighters van debutar en públic el 23 de febrer de 1995 al Jambalaya Club d'Arcata, Califòrnia, seguit d'actuacions al Satyricon de Portland el 3 de març i al Velvet Elvis de Seattle el 4 de març. L'espectacle del 3 de març havia format part d'un concert benèfic per a la investigació de la violació i assassinat de la cantant de Gits, Mia Zapata . Grohl es va negar a fer entrevistes o a fer gires per grans locals per promocionar l'àlbum. Els Foo Fighters van emprendre la seva primera gran gira a la primavera de 1995, com a teloners de Mike Watt . El primer senzill de la banda, "This Is a Call", va ser publicat el juny de 1995, i el seu àlbum debut, Foo Fighters, va ser publicat el mes següent. "I'll Stick Around", "For All the Cows " i " Big Me " es van publicar com a senzills posteriors. La banda va passar els mesos següents de gira, inclosa la seva primera aparició al Reading Festival d'Anglaterra a l'agost.
Smear va deixar els Foo Fighters el 1997, al·legant esgotament, i va ser substituït per l'antic company de Grohl a Scream, Franz Stahl i Taylor Hawkins. Stahl es va acomiadar abans de l'enregistrament del tercer àlbum del grup, There Is Nothing Left to Lose (1999). La banda va continuar breument com a trio fins que Chris Shiflett es va unir a la guitarra per aquest disc. Foo Fighters va llançar el seu quart àlbum, One by One, l'octubre de 2002. A aquest disc el va seguir In Your Honor (2005), format per dos discs en els quals es va dividir entre cançons acústiques i material més pesat. Foo Fighters va llançar el seu sisè àlbum, Echoes, Silence, Patience & Grace, el 2007.
Per al setè àlbum d'estudi dels Foo Fighters, Wasting Light (2011), produït per Butch Vig, Smear va tornar com a membre de ple dret. Sonic Highways (2014) es va llançar com la banda sonora de la minisèrie de televisió dirigida per Grohl. Concrete and Gold (2017) va ser el segon àlbum dels Foo Fighters a aconseguir el número u als Estats Units i el seu primer àlbum d'estudi a presentar al teclista de sessió i de gira Rami Jaffee com a membre de ple dret. El desè àlbum de la banda, Medicine at Midnight (2021), va ser l'últim on participaria Hawkins, qui va morir el març de 2022.

## Membres

### Membres
- Dave Grohl: Vocal, guitarra, Bateria i piano (1995-2022)
- Chris Shiflett: Guitarra i vocal (1999-2022)
- Nate Mendel: Baix (1995-2022)
- Pat Smear: Guitarra (1995-1997; 2010-2022)
- Rami Jaffee - Teclat, piano i acordió (2017-2022)
- Dale Crover - Bateria (2022)

- William Goldsmith - Bateria (1995-1997)
- Pat Smear - Guitarra i veu (1995-1999)
- Franz Stahl - Guitarra i veu (1997-1999)
- Taylor Hawkins - Bateria, percussió, i ocasionalment veu i guitarra (1997-2022); la seva mort

### Membres en directe
- Rami Jaffee - Teclat i piano (2005-2017)

- Drew Hester - Percussió (2005-2010)
- Petra Haden - Violí i Cor (2005-2007)
- Pat Smear - Guitarra (2005-2010)
- Jessy Greene - Violí (2007-2010)

## Discografia

### Àlbums
- Foo Fighters - 1995
  - Aquest àlbum va ser el primer projecte de Dave 8 mesos després de la tràgica mort de Kurt Cobain, va llogar un estudi i ell mateix va compondre i gravar totes les cançons (tocant tots els instruments).
  - Cançons
    - This is a call
    - I'll stick around
    - Big me
    - Alone + Easy target
    - Good grief
    - Floaty
    - Weenie Beenie
    - Oh, George
    - For all the cows
    - X-static
    - Wattershed
    - Exhausted

- The Colour and the Shape - 1997
- There Is Nothing Left to Lose - 1999
- One by One - 2002
- In Your Honor - 2005
- Skin And Bones - 2006
- Echoes, Silence, Patience and Grace - 2007
- The Missing Pieces - 2008
- Greatest Hits - 2009
- Wasting Light - 2011
- Sonic Highways - 2014
- Concrete and Gold - 2017
- Medicine at Midnight - 2021

## Guardons
Premis
- 2001: Grammy al millor àlbum de rock
- 2004: Grammy al millor àlbum de rock
- 2008: Grammy al millor àlbum de rock
- 2012: Grammy al millor àlbum de rock

Nominacions
- 1996: Grammy al millor àlbum de música alternativa
- 1998: Grammy al millor àlbum de rock
- 2006: Grammy al millor àlbum de rock
- 2008: Grammy a l'àlbum de l'any
- 2008: Grammy a la gravació de l'any
- 2012: Grammy a l'àlbum de l'any